# Keresztrejtvény

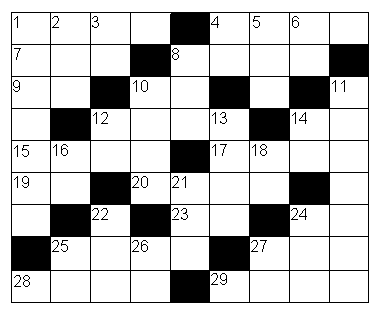
Hagyományos stílusú rács

A keresztrejtvény a nyomtatott sajtóban megjelenő egyik legnépszerűbb játéktípus. Néha nyereménypályázattal is kombinálják. Népszerűsége abban keresendő, hogy élvezetéhez igen kis eszközparkot igényel – egy ceruzát és egy radírt. Az idők során rengeteg változata alakult ki, ami, a lehetséges szavak mennyiségét is figyelembe véve hihetetlen változatosságot biztosít igen gyenge feltételekkel.

## Lényege
A játék lényege az, hogy a kérdés vagy meghatározás megoldását egy négyzetrács sorába vagy oszlopába kell beírni, amelynek minden fehér mezőjére egy-egy betű kerül. A szavak elválasztására általában fekete mezők szolgálnak, de vannak olyan rejtvények is (például a francia sajtóban), amikben csak egy - függőleges vagy vízszintes - rácsvonal szolgál erre a célra. A válaszok, vagyis megfejtések vízszintesen általában balról jobbra, függőlegesen felülről lefelé olvashatók (de valószínű, hogy kivételt képeznek olyan nyelvek, amelyekben az írás jobbról balra halad).
A rejtvénynek sok változata ismeretes. Vannak olyanok, ahol a kérdések jó része egy bizonyos témakörre korlátozódnak. Mások megfejtése után a rejtvény egyes válaszai egy (híres) mondást eredményeznek. Általában egy kérdésre egy szó a válasz, de számos angol keresztrejtvényben több szóból álló válasz is megengedett, amikor a szavak hosszúságát számok mutatják zárójelben a kérdés után. A keresztrejtvénynek egy igen érdekes változata a kriptikus keresztrejtvény, amiben minden kérdés egy külön feladat, enigma, vagyis egy találós kérdés. Ebben a kérdést a feladat nyitjának, vagy kulcsának is lehet nevezni, ami tulajdonképpen egy utasítás a találós kérdés megoldására.

## Célja
Elsődlegesen szórakoztatás, időtöltés. A jó keresztrejtvény szinte kényszeríti a fejtőt, hogy az ábrát a lehető legteljesebben kitöltse. Ehhez mindenképpen időre van szükség, így a szabadidő eltöltésének egyik módozata.
Ugyanakkor a jó rejtvény ismereteket is közöl, vagy a fősorok (a megfejtendő feladat) nyújtanak új információt valamilyen életbölcsesség, ismert emberek nevei vagy másmilyen érdekes információ formájában, vagy pedig egyes rész-megfejtések formájában. A beírandó szavak legnagyobb része közismert, a maradék rész valamilyen kevésbé ismert információra vonatkozik. Az arány attól is függ, milyen szintű rejtvényfejtőnek szánják a rejtvényt.
Harmadrészt pedig fejleszti a szókincset és a kifejezőkészséget is. Ezt a meghatározások és a beírt szavakon keresztül teszik.
A megfejtéseken keresztül a fejtő tesztelheti tudásszintjét, és akár újabb szintre is léphet. Ennek megfelelően a meghatározások lehetnek egyszerűek, tömörek. Ezek fejtése nem igényel komolyabb szellemi erőfeszítést. A hagyományos, hosszabb meghatározások már igénybe veszik a fejtő tudását, esetleg annak legjavát is. A harmadik csoportba a kvízkérdés jellegű meghatározások tartoznak. Ezekhez alapos erőfeszítés, és igen komoly tudásszint tartozik.

## Története

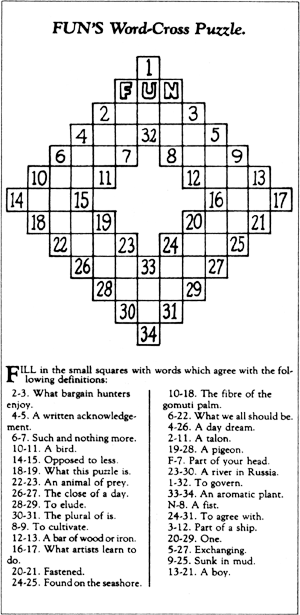
Arthur Wynne első keresztrejtvénye, 1913. december 21.

Az angolok szerint a keresztrejtvényt Albert Wynne találta fel a 19. században. A játék azonban az USA-ban indult igazi fejlődésnek. Az első, mai értelemben vett keresztrejtvények a New York World 1913. december 21-i, karácsonyi mellékletében jelentek meg.
Magyarországon a „Ma este” című lapban jelent meg először, 1925. január 22-én. A szerző Kristóf Károly volt. Ez a 10x10 mezőből álló keresztrejtvény 17 fekete négyzetet, 25 vízszintes és 18 függőleges elemet tartalmazott.

## Rácstípusok
A keresztrejtvények hagyományosa négyzethálós szerkezetűek, ezt hálózatnak vagy rácsnak nevezzük. Attól függően, hogy a rácsban milyen elválasztóformák találhatóak, ezekből mennyi ismert, milyen formában vannak megadva a beírandó szavak vagy betűcsoportok és ezek helye mennyiben meghatározott, több, különféle típusa létezik a keresztrejtvényeknek.

### Hagyományos
A hálózatba írandó szavak meghatározásait különválasztva vízszintesen és függőlegesen, beszámozva sorolja fel a készítő. A szavakat egymástól fekete négyzetek választják el. A számozás a kezdőbetűk sorrendjében történik, minden betű, ahonnan akár vízszintesen, akár függőlegesen indul megfejtés, egy-egy számot kap. A rejtvény ábrájában jellemzően nincsenek szomszédosan sem zárt betűk (azaz amik kizárólag egy meghatározáshoz tartoznak), sem fekete négyzetek. Fekete négyzetek helyett részben vagy egészben opcionálisan előfordulhatnak vastag vonalak is a négyzetek határvonalán, de ezek lehetőség szerint nem érintkeznek fekete négyzetekkel.
A hálózat meghatározásokkal lefoglalt része lehetőleg összefüggő kell legyen (bár ez csak ajánlás, de belátható, hogy a fejtést segíti), és lehetőleg minél kisebb részt foglaljanak el belőle a fekete négyzetek. A megfejtéseknek, ha csak lehet, értelmesnek kell lennie, hárombetűsnél hosszabb rövidítéseket, ha csak nem kifejezetten közismert, nem szokás használni. A kétbetűsek lehetnek nyelvtani fejtörők is (pl.: nyúl hasa - yú), ezeket felkiáltójellel emeljük ki. Az obszcén, alpári szavak kerülendőek.
Gyakran tartalmaz fősort is, azaz valamilyen kiemelt, sokszor többszavas szöveget, amit a rejtvény egyik megfejtésének tekinthetünk. Gyakori eset, hogy ezt, mint egyfajta pályázati nevezést kell a fejtő beküldje.
Tisztán vonalakkal határolt rejtvény esetén előfordulhat, hogy meghatározott alakú részeit kell kiemelni a rejtvénynek, amiket egymás mellé illesztve a rejtvény egyik megfejtését olvashatjuk. Másik gyakori megoldás, hogy a négyzetek némelyike egy további számértéket kap, az ide kerülő betűket egy külön sorban szám szerint beírva kapjuk a kívánatos megoldást.

### Olasz
Valójában nem is egy, hanem több, általában két rejtvény. A két rejtvényrészt egy folytonos vastagított vonal választja el. Ez a vonal az egyik irányba folyamatosan halad és csak erre merőlegesen kanyarog. A két rejtvényrész nem feltétlenül azonos típusú, de általában mindkettő hagyományos. Bizonyos fokú kombinációs készség is kell a fejtéséhez. A meghatározásokat általában sorrendben, sor és oszlop szerint csoportosítva adják meg.
Az olasz típusú rejtvénynek jellemzően nincs fősora, de egyes szavak vagy betűk ki lehetnek emelve, ezek együtt adják a megfejtést.
Speciálisan előfordulhat, hogy a rejtvény keretrésze tartalmazza a megfejtést, akkor a szavak némelyike részben ide kerül, ezen részek folytonosan összeolvasva adják a megfejtést.
A típust nehezíthetjük azzal, hogy a meghatározásokat bizonyos szempontok szerint ömlesztjük. Ez történhet soron/oszlopon belül, szektorokon belül, irányokon belül, vagy rejtvényeken belül. Különösen nehéz fajtája, ha rejtvényenként, vagy a teljes hálózatra nézve keverten adottak a meghatározások. Természetesen ilyenkor némely betűket meg szokás adni a fejthetőség érdekében.
Átmeneti forma, ha a megoldások nincsenek ugyan keverve, de a sor/oszlophatárok nincsenek jelölve.

### Szerkessze újra
Olyan hagyományos típusú rejtvény, amikor a rácsban nincs fekete négyzet, azoknak a helyét is a fejtőnek kell megtalálni. A meghatározások csoportosítva vannak, és legtöbbször a rejtvénynek egy kis részlete meg van adva kezdeti segítségképpen. Kombinációs készséget is igényel.
A meghatározások lehetnek ömlesztve is, ilyenkor a betűk és a fekete négyzetek egy részét meg szokás adni. Gyakorlatilag csak fekete négyzetek lehetnek a kész ábrában a fejthetőség érdekében.

### Skandináv
A meghatározások a fekete négyzetekben, vagy az ábra megfelelő oldalán vannak felsorolva. Maguk a meghatározások igen tömörek, hogy a szűk helyre beférjenek. Az egyik legkönnyebben fejthető rejtvénytípus, ugyanakkor bizonyos fokig el is lustítja a fejtőt. A legtöbbször ilyen típussal találkozik az érdeklődő, mert meglehetős sablonossággal gyártható, és fejthetősége miatt nagy számú megoldás keletkezhet, ami egyfajta kiadvány-népszerűsítő szerepet tölt be.

### Rejtvénysziget
Az ábrát nem teljesen tölti ki a rejtvényrács, a határait vastag vonalak jelentik. Gyakran fekete négyzetek nélküli a rácsa. Széles körű ismereteket és jó kombinálást igényel a megfejtése. A meghatározásokat folyamatosan szokás adni, de bármilyen más lehetőség (kivéve az ömlesztett) is előfordul.
Az ábra lehet szimmetrikus, ilyenkor a fejtő különféle előfeltételezésekkel is élhet, illetve aszimmetrikus. Általában valamilyen segítség meg van hozzá adva, vagy a zárt betűk, vagy valamilyen más szempont szerint (pl. minden 'a' betű).

### Betű-szám rejtvény
A hálózatban lévő négyzetek be vannak számozva, az azonos tartalmúak azonos számokkal (azaz bijektíven). Az egyes számokhoz tartozó betűket a fejtőnek kell megállapítania. Gyakran a fekete négyzetek is saját számot kapnak.
Nehezítésként egy-egy szám több betűt is jelölhet.
A rejtvény az eddig felsoroltak bármelyikéből kialakítható.

### Minden kezdet nehéz
A rejtvényábrában a megfejtések a megjelölt négyzetekből indulnak, de tetszőleges irányba haladhatnak. Hasonlít a szókereső rejtvényekhez.

### Plusz egy vicc
Nincsenek meghatározások, a beírandó szavak hosszuk szerint vannak csoportosítva. Gyakran több szó van megadva, mint amennyi az ábra kitöltéséhez szükséges. A megmaradó szavak adják a rejtvény megfejtését (általában egy vicc poénját, innen származik a neve is). Könnyű rejtvénytípus, főleg kezdőknek ajánlott.
Másik lehetőség, hogy az ábrában vannak kijelölt részek, az ezekbe kerülő betűk adják a megfejtést. Ez történhet új szavak kialakulásával vagy egy mellékszakasz a kijelölt betűkkel történő kitöltésével.
Nehezebb verziója állhat elő, ha nincs megadva kezdőszó,

### Ábécében
Nem meghatározások olvashatóak, hanem a megfejtések, azonban a betűik ábécérendben vannak felsorolva. Nagy szókincs és jó kombinálás kell a fejtéséhez.